# Bitva o kasárna
Bitva o kasárna (chorvatsky Bitka za vojarne) byla série střetnutí, ke kterým došlo v polovině až koncem roku 1991 mezi Chorvatskou národní gardou (ZNG, později přejmenována na Chorvatskou armádu) a chorvatskou policií na jedné straně a Jugoslávskou lidovou armádou (JNA) na straně druhé. Bitva se odehrála kolem mnoha stanovišť JNA v Chorvatsku a začala, když chorvatské síly zablokovaly kasárna JNA, skladiště zbraní a další zařízení. Formálně začala 14. září; jejím cílem bylo neutralizovat pozice JNA na území ovládaném ZNG a zajistit dodávky zbraní a střeliva pro špatně vybavenou ZNG.
Bitva o kasárna byla eskalací konfliktu mezi chorvatskými úřady a chorvatskými Srby, kteří se otevřeně vzbouřili v srpnu 1990, a snahou JNA o zachování jugoslávské federace. Chorvatsko zároveň učinilo kroky k dosažení nezávislosti na Jugoslávii. Bitva o kasárna krátce předcházela zahájení tažení JNA v Chorvatsku – sama byla změněna na začátku září, aby do operačních plánů přidala úlevu od blokovaných kasáren. Postup JNA byl však z velké části zablokován ZNG a uvolnil několik zařízení JNA.
ZNG a policie dobyly malá izolovaná stanoviště JNA a řadu velkých skladišť zbraní a kasáren – včetně těch celého 32. (varaždinského) sboru JNA, což poskytlo chorvatským silám značné množství zbraní – včetně 250 tanků, stovek děl a velké zásoby ručních zbraní a munice – což se ukázalo jako klíčové při obraně proti postupu JNA v rané fázi chorvatské války za nezávislost. Některá zařízení JNA se vzdala bez bojů, zatímco v jiných byl proti převzetí moci ozbrojený odpor. Na některých místech došlo k civilním obětem, protože kasárna se nacházela v městských oblastech. V Chorvatsku byla vznesena právní obvinění ze zneužití nebo zabití zajatého personálu JNA a obvinění z válečných zločinů proti civilnímu obyvatelstvu, ale většina obžalovaných zůstává na svobodě.
V listopadu JNA a Chorvatsko dosáhly několika dohod o ukončení blokády a o stažení JNA z Chorvatska. Stažení bylo dokončeno do 4. ledna 1992, s výjimkou oblastí kolem Dubrovníku a na ostrovech Vis a Lastovo. JNA zde udržela svou přítomnost až do léta 1992. Když se JNA stáhla z oblastí, které kontrolovala v Chorvatsku, byla nahrazena mírovými silami OSN dohodnutými podle Vanceova plánu.